# Axel Disasi
Axel Wilson Arthur Disasi Mhakinis Belho (født 11. marts 1998) er en fransk professionel fodboldspiller, som spiller for Premier League-klubben Chelsea og Frankrigs landshold.

## Klubkarriere

### Paris FC
Disasi begyndte sin karriere hos Paris FC, hvor han gjorde sin førsteholdsdebut i december 2015.

### Stade Reims
Disasi skiftede i juli 2016 til Stade Reims. Efter at have hovedsageligt spillet for reserveholdet, fik han i 2019-20 sæsonen sit store gennembrud på førsteholdet, og etablerede sig her som fast mand.

### Monaco
Disasi skiftede i august 2020 til Monaco.

### Chelsea
Disasi skiftede i august 2023 til Chelsea.

## Landsholdskarriere

### Ungdomslandshold
Disasi har repræsenteret Frankrig på U/20-niveau.

### Seniorlandshold
Efter at Presnel Kimpembe måtte trække sig fra Frankrigs trup til VM 2022 med en skade, blev Disasi, som endnu ikke have spillet en kamp for landsholdet, valgt til at erstatte Kimpembe. Han fik sin debut for landsholdet i Frankrigs sidste gruppekamp imod Tunesien den 30. november 2022.

## Titler
Reims
- Ligue 2: 1 (2017-18)